# Logtalk
Logtalk – zorientowany obiektowo logiczny język programowania, który rozszerza i wykorzystuje język Prolog z zestawem funkcji odpowiednich do programowania na dużą skalę. Zapewnia obsługę enkapsulacji i ukrywania danych, separacji problemów i ulepszonego ponownego wykorzystania kodu. Logtalk używa standardowej składni Prologu z dodatkiem kilku operatorów i dyrektyw.
Implementacja języka Logtalk jest rozpowszechniana na licencji open source i może działać przy użyciu implementacji Prologu (zgodnej z oficjalnymi i de facto standardami) jako kompilator back-endowy.

## Funkcje
Logtalk ma na celu połączenie zalet programowania obiektowego i programowania logicznego. Orientacja obiektowa kładzie nacisk na tworzenie dyskretnych, wielokrotnego użytku jednostek oprogramowania, podczas gdy programowanie logiczne kładzie nacisk na reprezentowanie wiedzy o każdym obiekcie w sposób deklaratywny.
Jako język programowania zorientowanego obiektowo, główne funkcje Logtalk obejmują obsługę zarówno klas (z opcjonalnymi metaklasami), jak i prototypów, obiektów parametrycznych, protokołów (interfejsów), kategorii (komponentów, aspektów, poprawiania na gorąco), dziedziczenia wielokrotnego, publicznego/chronionego/prywatnego dziedziczenie, programowanie sterowane zdarzeniami, programowanie wielowątkowe wysokiego poziomu, refleksja i automatyczne generowanie dokumentacji.
Programistom języka Prolog, Logtalk zapewnia dużą przenośność, obejmując przestrzenie nazw (obsługujące zarówno obiekty statyczne, jak i dynamiczne), przestrzenie nazw obiektów publicznych/chronionych/prywatnych, predykaty koindukcyjne, separację między interfejsem a implementacją, prostą i intuicyjną semantykę metapredykatów, wyrażenia lambda, gramatyki klauzul, mechanizm rozszerzania terminów i kompilacja warunkowa. Zapewnia również system modułowy oparty na de facto standardowej podstawowej funkcjonalności modułu (wewnętrznie moduły są kompilowane jako prototypy).

## Przykłady
Składnia języka Logtalk jest podobna do Prologa:
```
?-
 
write
(
'Hello world'
), 
nl
.

Hello
 world

true
.

```

Definiowanie obiektu:
```
:- 
object
(moj_pierwszy_obiekt).

    :- 
initialization
((
write
(
'Hello world'
), 
nl
)).

    :- 
public
(p1
/
0
).
    p1 
:-
 
write
(
'To jest predykat publiczny'
), 
nl
.

    :- 
private
(p2
/
0
).
    p2 
:-
 
write
(
'To jest predykat prywatny'
), 
nl
.

:- 
end_object
.

```

Korzystając z obiektu, zakładając, że jest zapisany w pliku moj_pierwszy_obiekt.lgt:
```
?-
 
logtalk_load
(moj_pierwszy_obiekt).

Hello
 world

true
.

?-
 moj_pierwszy_obiekt
::
p1.

To
 jest predykat publiczny

true
.

```

Próba uzyskania dostępu do prywatnego predykatu wyrzuca błąd:
```
?-
 moj_pierwszy_obiekt
::
p2.

ERROR
:
 error(
permission_error
(access, private_predicate, p2), moj_pierwszy_obiekt
::
p2, user)

```

## Narzędzia dla deweloperów
Logtalk zawiera pomoc on-line, narzędzie do dokumentowania (które może generować pliki PDF i HTML), narzędzie do przedmiotowego generowania diagramów, wbudowany debugger (oparty na rozszerzonej wersji tradycyjnego modelu Procedure Box znajdującego się w większości kompilatorów Prologu), framework do testów jednostkowych z analizą pokrycia kodu, a także jest kompatybilny z wybranymi profilerami Prologu zaplecza i graficznymi znacznikami.